# Info (Unix)
Infoは、コマンドラインインターフェイスで動作するハイパーテキスト形式の複数ページのドキュメントおよびヘルプビューアを作成するユーティリティソフトウェアである。
Info は、texinfo プログラムによって生成された info ファイルを読み取り、ツリーをたどって相互参照のための簡単なコマンドを使用し、ドキュメントをツリーとして表示する。たとえば、スペースキーを押すと、現在のツリーノード内で下にスクロールするか、現在のノードの一番下にいる場合は次のノードに移動し、info ファイルの内容を順番に読み取ることができる。バックスペースキー キーを押すと、反対方向に移動する。さらに、次の操作も実行できる。
- ] は、現在のドキュメントの次のノードに移動する。
- [ は、現在のドキュメントの前のノードに移動する。
- n は、現在のノードと同じレベルの次のノードに移動する。
- p は、現在のノードと同じレベルの前のノードに移動する。
- u は、現在のノードの親に移動する。
- l は、最後にアクセスしたノードに移動する。
- カーソルをリンク（先頭にアスタリスクが付いた単語）の上に移動してエンターキーを押すと、リンクをたどることができる。
- タブキーを押すと、カーソルが次の最も近いリンクに移動する。

C言語による info の実装は、GNUベースのオペレーティングシステムの主なドキュメントシステムとして設計され、その後、他の Unix系オペレーティングシステムに移植された。ただし、info ファイルは ITS emacs ですでに使用されていた。TOPS-20 オペレーティングシステムでは、INFO は XINFO と呼ばれていた。

## infoリーダーの一覧
- GNU info - Texinfoに付属
- pinfo
- tkman
- tkinfo
- khelpcenter
- Emacs
- info.vim (Vimプラグイン)
- vinfo (Vimプラグイン)
- GNOME Yelp